# Сентрал (футбольный клуб, Кува)
«Се́нтрал» (англ. Central F.C.) — тринидадский профессиональный футбольный клуб из района Калифорния города Кува. Основан в 2012 году. Выступает в ТТ Про Лиге, высшем футбольном дивизионе Тринидада и Тобаго.

## История
Брент Санчо объявил о создании футбольного клуба «Сентрал», который начнёт выступление в ТТ Про Лиге с сезона 2012/13, 25 июля 2012 года. В августе 2012 года первым главным тренером нового клуба был назначен англичанин Грэм Рикс.
Свой первый матч «Сентрал» сыграл 19 октября 2012 года, обыграв «Полис» со счётом 1:0, автором первого гола в истории клуба стал Энтони Вулф. В январе 2013 года Грэма Рикса, ушедшего в отставку, сменил другой английский специалист Терри Фенвик.

## Главные тренеры
- Грэм Рикс (13 августа — 21 декабря 2012)
- Терри Фенвик (3 января 2013 — 31 мая 2014)
- Зоран Враньеш (10 июля 2014 — 1 декабря 2015)
- Дейл Сондерс (1 января 2016 — 9 сентября 2017)
- Стерн Джон (23 сентября 2017 — н. в.)

## Достижения
- Чемпион Тринидада и Тобаго (3): 2014/15, 2015/16, 2016/17
- Обладатель Кубка лиги Тринидада и Тобаго (2): 2013, 2014
- Обладатель Суперкубка Тринидада и Тобаго (1): 2014
- Победитель Карибского клубного чемпионата (2): 2015, 2016